# We Are Family (dal)
A We Are Family című dal az amerikai Sister Sledge lánycsapat egyik legsikeresebb dala, mely az azonos nevet viselő We Are Family című stúdióalbumon található. A dal szerzői Bernard Edwards és Nile Rodgers, akik a Chic együttes karrierjét is egyengették. A dalt az Atlantic Records kiadó adta ki 1979-ben, és nagy sikert aratott. A diszkólistákon szintén listavezető dal lett a He's The Greatest Dancer és Lost In Music dalokkal együtt. A dal az eladások alapján platina és arany státuszt kapott.
A dal több filmben is hallható volt, például az 1979-es Pittsburgh Pirates-ben, az 1986-os Madárfészekben, melyben Robbin Williams és Nathan Lane volt a főszereplő, valamint az 1997-es The Full Montyban.

## A dal jelentése
A We Are Family az összetartozásról, a családról szól, főleg azért kelti ezt az érzést, mert négy testvér énekli. Amerikában a melegjogi aktivisták is magukénak érezték a dalt, illetve a 2001. szeptember 11-i terrortámadás után a nép összetartozásának szimbolizálására is használták.

## Számlista
7" kislemez
 Egyesült Államok (Cotillion 44251)
1. We Are Family – 3:35
2. Easier to Love – 5:00

12" kislemez
 Egyesült Királyság (Cottilion 5046727760) (2004-es kiadás)
1. We Are Family – 8:22
2. He's the Greatest Dancer – 6:15

## Slágerlistás helyezések
| Slágerlista (1979)                               | Legmagasabb helyezés |
| ------------------------------------------------ | -------------------- |
| Ausztrália (Kent Music Report)                   | 19                   |
| Belgium(VRT Top 30 Flanders)                     | 20                   |
| Kanada (RPM 100 Singles)                         | 1                    |
| Franciaország (SNEP)                             | 95                   |
| Németország (Media Control Charts)               | 26                   |
| Írország (IRMA)                                  | 20                   |
| Olaszország(FIMI)                                | 6                    |
| Hollandia (Dutch Top 40)                         | 16                   |
| Új-Zéland (Recorded Music NZ)                    | 6                    |
| Svájc (Schweizer Hitparade)                      | 6                    |
| Egyesült Királyság (The Official Charts Company) | 8                    |
| Egyesült Államok Billboard Hot 100               | 2                    |